# Norwood (Colorado)
Norwood és una població dels Estats Units a l'estat de Colorado. Segons el cens del 2000 tenia 438 habitants.

## Demografia
Segons el cens del 2000, Norwood tenia 438 habitants, 195 habitatges, i 112 famílies. La densitat de població era de 650,4 habitants per km².
Dels 195 habitatges en un 27,2% hi vivien nens de menys de 18 anys, en un 45,6% hi vivien parelles casades, en un 6,7% dones solteres, i en un 42,1% no eren unitats familiars. En el 35,4% dels habitatges hi vivien persones soles el 7,7% de les quals corresponia a persones de 65 anys o més que vivien soles. El nombre mitjà de persones vivint en cada habitatge era de 2,25 i el nombre mitjà de persones que vivien en cada família era de 2,92.
Per edats la població es repartia de la següent manera: un 24,4% tenia menys de 18 anys, un 10% entre 18 i 24, un 32% entre 25 i 44, un 25,3% de 45 a 60 i un 8,2% 65 anys o més.
L'edat mediana era de 38 anys. Per cada 100 dones de 18 o més anys hi havia 95,9 homes.
La renda mediana per habitatge era de 39.375 $ i la renda mediana per família de 50.313 $. Els homes tenien una renda mediana de 33.750 $ mentre que les dones 22.813 $. La renda per capita de la població era de 19.687 $. Cap de les famílies i el 5,6% de la població estaven per davall del llindar de pobresa.

## Poblacions més properes
El següent diagrama mostra les poblacions més properes.